# Кирпа, Андрей Владимирович
Андрей Владимирович Кирпа (20 июня 1961 — 11 июня 2018) — советский регбист, выступавший на позиции пропа и хукера; серебряный призёр Трофея ФИРА (чемпионата Европы) 1984/1985, 1985/1987 и 1987/1989. Мастер спорта СССР (1981), мастер спорта СССР международного класса (1985).

## Биография

### Игровая карьера
Воспитанник школы клуба «Фили», в системе клуба с 1976 года. Первый тренер — Леонид Райк. Выступал за этот клуб в 1976—1980 и 1983—1993 годах (с перерывом на выступления за ВВА им. Гагарина в 1981—1982 годах), был капитаном команды. В составе «Филей» становился чемпионом СССР среди молодёжи 1978 года, серебряным призёром чемпионата СССР 1979 и 1983 годов, а также бронзовым призёром первенства СССР 1986 года и первенства России 1993 года; в составе ВВА выиграл чемпионат СССР в 1981 году и стал серебряным призёром в 1982 году. В 1982 году дошёл до финала Кубка СССР с ВВА, в 1983 году признан лучшим нападающим чемпионата СССР среди вооружённых сил (команда Московского военного округа).
В составе юниорской сборной СССР выступал на чемпионате Европы в Тунисе, заняв там 4-е место. В составе сборной СССР сыграл в 1983—1989 годах 34 игры и набрал в них 18 очков. Стал серебряным призёром чемпионата Европы сезона 1984/1985, сезона 1985/1987 и сезона 1987/1989. В 1986 году участвовал в составе сборной СССР в турне по Зимбабве.
В 1988 году был капитаном студенческой сборной СССР, занявшей 4-е место на чемпионате мира во Франции: на турнире советская сборная в первых четырёх матчах обыграла сенсационно новозеландцев, англичан и шотландцев, уступив Италии. В полуфинале советские игроки проиграли Аргентине, а в матче за 3-е место разгромно уступили хозяевам.

### Стиль игры
При своих росте и весе Кирпа был чрезвычайно подвижным нападающим, который искал игру и стремился участвовать во всех её перипетиях. Успешно участвовал в схватках и вёл силовую борьбу, а также резво играл в поле.